# كومانيت
كومانيت (بالبلغارية: Куманите)‏ قرية تقع إدارياً ضمن مقاطعة غابروفو في بلغاريا. ويبلغ عدد سكانها 3 نسمة حسب تعداد 15 مارس 2015. تعتمد كومانيت للبريد على الرمز البريدي 5380.